# Matthieu Meijer
M.J.A. (Matthieu) Meijer (3 september 1948) is een Nederlands politicus van de PvdA.
Meijer was lid van de Provinciale Staten van Noord-Brabant en daarnaast directeur van de Landelijke Vereniging van Indicatieorganen (LVIO) voor hij in september 2000 benoemd werd tot burgemeester van Geertruidenberg. Meijer werd op 1 november 2012 opgevolgd door mevr. drs. Willemijn van Hees.